# 大川橋 (舞鶴市)
大川橋（おおかわばし）は、京都府舞鶴市の由良川を跨ぐ国道175号および国道178号の道路橋である。

## 概要
大川橋は、重要港湾である舞鶴港を抱え、北近畿地方拠点都市地域の中心都市である舞鶴市西部に位置し、舞鶴市西舞鶴市街地を起点または終点とする国道175号および国道178号が橋の西詰で合流して乗り入れている。舞鶴港から国道175号は京都縦貫自動車道舞鶴大江ICで高速道路網に接続し、福知山市とを連絡する路線として、国道178号は宮津市とを連絡する路線として、京都府より第一次緊急輸送路にそれぞれ指定されており、周辺には代替となる橋が少なく、舞鶴市の西の玄関口として重要な役割を担ってきた。

### 橋梁データ
- 左岸：舞鶴市八田
- 右岸：舞鶴市上東
- 全長：401m
- 車線数：4車線

## 架橋の歴史
現在の大川橋として供用されている橋は2009年（平成21年）11月22日に供用を開始した4代目にあたる。全長401mの橋梁新設と東側の滝尻峠まで774mのバイパス道路建設による全長1,175mの改良事業の一環として整備された。全線で両側歩道が設置されており、車道は、橋梁部は両側4車線、一般部は暫定両側2車線としているが4車線への改良の余地を残しており、社会情勢の変化に対応できるようにしている。
大川橋のはじまりは、1901年（明治34年）に架設された藤津船橋であるといわれる。橋脚の代わりに舟を浮かべ、その上に床版として板を渡した舟橋といわれるものであるが、洪水によってこの橋はわずか6年で流失した。流失から2年後の1909年（明治42年）には橋脚を有する本格的な木製の橋が架設され、板橋と呼称された。
太平洋戦争を挟み、戦後に制定された道路法（昭和27年法律第180号）に基づいて現在の国道175号および国道178号が二級国道明石舞鶴線および舞鶴鳥取線として指定された1953年（昭和28年）に開通したのが3代目にあたる大川橋である。全長180m、幅員6.5mで、アーチ橋の一種であるランガー桁を基本に、床版桁の吊材に斜材を配置し、トラス状に組んだものが3連あり、アーチ下を通行するものであったことから、3径間下路地式トラスドランガー橋という形式に分類される。
この3代目大川橋は、架橋の後に到来したモータリゼーション社会にも対応し、重要な幹線道路として利用されてきたが、交通量の増加に加え、架設された当時より車両が大型化したことによって大型車の離合に困難を来たし、渋滞が発生していた。また、通学路に指定されているにもかかわらず歩道が未整備かあっても狭いものであったことから、歩行者の安全確保の観点からも改良されることが課題となっていた。さらに、舞鶴港の舞鶴国際埠頭（当時は和田埠頭の名称で計画）や京都縦貫自動車道、山陰近畿自動車道などの供用開始などによって交通量の増加が見込まれたが、設計時に想定されていた交通量をはるかに超えていたことで橋の老朽化が進行し、最新の設計で用いられる耐荷重の基準となる25トンに対応できないことから、橋の架け替えの実施が決定した。
改良事業にあたり、車道が狭く大型車の離合に困難を来していた橋梁と、橋の東詰から西舞鶴市街地へ向かう途中にある滝尻峠までの曲線の多い坂道を、4代目となる橋梁の新設とバイパス道路の建設によって改良することとなり、1999年（平成11年）に事業着手された。事業化にあたっては橋を高所に移すとともに堤防を整備するなど、由良川を管理する国の一級河川由良川の河川整備計画と連携して実施されることとなった。というのも、3代目大川橋が架設されてから台風による5度の大規模な洪水被害を受けてきたことから災害に強い街づくりが求められていたからであるが、架橋事業中に由良川流域を襲った平成16年台風第23号による浸水被害によってその必要性が証明され、この影響により治水対策は由良川下流部緊急水防災対策と名を変え、さらなる強化策が図られることとなった。
なお、4代目大川橋の開通と同時に下流側に架橋されていた3代目大川橋は撤去され、2011年までにその姿を消した。

### 年表
- 1901年（明治34年）4月：藤津船橋（舟橋）が完成。これが大川橋のはじまりといわれる。
- 1909年（明治42年）6月：2代目大川橋（板橋）を架設。
- 1953年（昭和28年）5月：3代目大川橋（3連トラス橋）開通。
- 2009年（平成21年）11月22日：4代目大川橋開通。

## 沿線
- 由良川
- 大川神社